# Tous les jours dimanche
Pour plus de détails, voir Fiche technique et Distribution.
Tous les jours dimanche est un film franco-italien réalisé par Jean-Charles Tacchella sorti en 1994.

## Synopsis
Français expatrié à Sarasota (Floride), Dodo n'a qu'un credo : pour apprécier la vie, mieux vaut être déchargé de tout travail. Un principe qu'il aurait bien du mal à appliquer si quelques femmes, dont il apprécie la compagnie, ne l'aidaient à subsister. L'une d'entre elles, Betty, est aussi la fiancée de Jésus, un violoniste tzigane d'ascendances italiennes qui a quitté New York pour s'installer en Floride à la faveur d'un héritage. Sa brutale disparition va infléchir la destinée de Dodo et Jésus.

## Fiche technique
- Titre : Tous les jours dimanche
- Réalisation : Jean-Charles Tacchella
- Scénario : Jean-Charles Tacchella
- Musique : Raymond Alessandrini
- Photographie : Martial Thury
- Production : Daniel Toscan du Plantier, Jean Bodon & Jérôme Paillard
- Pays de production :  Italie,  France
- Langue : français, anglais, italien
- Genre : comédie
- Durée : 90 minutes[1]

## Distribution
- Thierry Lhermitte : Dodo
- Maurizio Nichetti : Jésus
- Molly Ringwald (VF : Dominique Westberg) : Janet Gifford
- Marie-France Pisier : Marion
- Susan Blakely : Alice
- Rod Steiger (VF : André Valmy) : Benjamin
- Nancy Valen (VF : Claire Guyot) : Nicky
- Monique Mannen : Gloria
- Peggy O'Neal : Géraldine
- Dave Corey (VF : Daniel Gall) : Benny Butler
- Jack G. Spirtos : Quinquina
- Sam Bauso : Un officier de police
- Yeniffer Behrens : Rita
- Anthony Giaimo : Un client au restaurant
- Victor Iemolo : Un officier de police
- Tim Powell : Credeau
- Vivianne Sendaydiego : Priscilla
- Suzanne Turner : Celia
- Wolfgang S. Zechmayer : Le gérant de la laverie